# Украинско-российский институт
Украинско-Российский институт (укр. Українсько-Російський інститут) — (филиал) Федерального государственного бюджетного образовательного учреждения высшего профессионального образования «Московский государственный машиностроительный университет» (МАМИ) в г. Чернигове Украины. Одно из высших учебных заведений Чернигова (Украина).

## История
В 1996 году на базе Черниговского государственного института экономики и управления (ЧГИЭиУ) был создан филиал МГОУ исходя из ходатайства Верховного Совета Украины от 30 декабря 1995 года № 03 3/23г, Черниговского областного совета народных депутатов от 1 ноября 1995 года № 6 01/440 и по договору между МГОУ и ЧГИЭиУ. Изначально филиал имел статус только учебного заведения. В 1999 году путём реорганизации был преобразован в Украинско-Российский институт.

## Штат сотрудников
В институте работает более 100 преподавателей. В их числе есть 5 профессоров, 45 доцентов, 5 членов различных отраслевых академий Украины и России.

## Факультеты
1. Юридический
2. Экономический